# Obere Güll
Das Gebiet Obere Güll ist ein mit Verordnung vom 1. Juli 1998 ausgewiesenes Naturschutzgebiet (NSG-Nummer 3.248) im Gebiet der baden-württembergischen Stadt Konstanz am Bodensee in Deutschland.

## Lage
Das 45,4 Hektar große Naturschutzgebiet Obere Güll gehört naturräumlich zum Hegau bzw. Bodenseebecken. Es liegt in einer kleinen Flachwasserbucht des Überlinger Sees,
direkt südöstlich des Damms, der die Insel Mainau mit dem Festland verbindet und nördlich des Stadtteils Egg, auf einer Höhe von 400 m ü. NHN.

## Schutzzweck
Wesentlicher Schutzzweck ist die Erhaltung der Uferlandschaft mit naturnaher Vegetationszonierung aus Wasserpflanzengesellschaften, Schilfröhricht und Auenwald als Lebensraum gefährdeter Tier- und Pflanzenarten sowie der ausgedehnten Flachwasserzone in der Bucht als landesweit bedeutsames Brut-, Rast- und Überwinterungsgebiet für zahlreiche, zum Teil vom Aussterben bedrohte Wasservogelarten.